# Gnečko
Gnečko o isola di Gnečko (in russo остров Гнечко) è una piccola isola russa che fa parte dell'arcipelago delle isole Curili meridionali ed è situata nell'oceano Pacifico. L'isola è nella piccola catena delle Curili (Малая Курильская гряда) situata a 50 m dalla costa orientale dell'isola di Šikotan, nella baia Bezymjannaja (бухта Безымянная). Gnečko ha un'area di 0,0204 km². Si trova a ovest dell'isola Farchutdinova.
Amministrativamente fa parte del Južno-Kuril'skij rajon dell'oblast' di Sachalin, nel Circondario federale dell'Estremo Oriente.
Dal 2012 l'isola porta il nome del generale Aleksej Romanovič Gnečko (Алексей Романович Гнечко, 1900-1980) che guidò lo sbarco sulle Curili nel 1945. La denominazione è avvenuta nell'ambito del programma «Denominazione di caratteristiche geografiche marine senza nome di Sachalin e isole Curili».